# Покровка (Тюхтетский район)
Покровка — деревня в Тюхтетском районе Красноярского края России. Входит в состав Тюхтетского сельсовета. Находится на левом берегу реки Четь, примерно в 3 км к западу от районного центра, села Тюхтет, на высоте 175 метров над уровнем моря.

## Население
| 2010 |
| ---- |
| 127  |

Гендерный состав
По данным Всероссийской переписи населения 2010 года 68 мужчин и 59 женщин из 127 чел.

## Улицы
Уличная сеть деревни состоит из 2 улиц (ул. Заречная и ул. Полевая).